# Representación de la mujer en la tragedia ateniense
La representación de la mujer en la tragedia ateniense corría a cargo exclusivamente de hombres y es probable (aunque la evidencia no es concluyente) que también se representara exclusivamente para hombres. La cuestión de si las mujeres eran admitidas o no en el teatro es muy discutida y tiende a polarizar los frentes. Aunque Henderson excluye a las mujeres de toda poesía pública, no descarta a las espectadoras.
La evidencia arqueológica recopilada por Haigh y Lucas y, más recientemente, por Hughes parecen apuntar en la dirección en que las mujeres eran admitidas en la tragedia, y probablemente incluso en la comedia. Dover agregó que las mujeres, al igual que los niños, los extranjeros y los esclavos, sólo podían ocupar un asiento después de que se acomodara a los ciudadanos varones. Como señala Hughes: “deberíamos decir que no tenemos pruebas directas de que las mujeres participaran; solo hay una ausencia masiva de pruebas, un vacío histórico”.
En una sociedad que valoraba el silencio de la mujer, sen la más pública de las formas artísticas atenienses constituye una paradoja. Sólo una de las 32 obras conservadas carece de personajes femeninos: Filoctetes de Sófocles. Además, los coros trágicos femeninos superan en número a los masculinos en una proporción de veintiuno a diez.

## Estereotipo cultural
Macaria, en las Heráclidas afirma que "para una mujer, lo mejor es el silencio y el autocontrol". El filósofo Jenofonte pensaba que las mujeres poseían los rasgos positivos de "vigilancia" y "amor por los niños". Sin embargo, Jenofonte refleja el miedo griego a estas 'otras', destacando su irracionalidad, fervor religioso y pasión sexual. Aristóteles fue más allá al afirmar que las mujeres eran machos deformes e incompletos, diseñados para estar al servicio de los hombres.
En consecuencia, se restringió la libertad de las mujeres y se creía que vivían en zonas separadas de los hombres. En un discurso recogido en las Oraciones de Lisias 3.6, un orador trata transmitir el libertinaje de su oponente al contar cómo entró sin autorización en "los baños de mujeres donde estaban mi hermana y mis sobrinas, mujeres que siempre han vivido tan decentemente que se avergüenzan de que las vean incluso sus parientes". Sheila Murnaghan argumenta que "no es casualidad que la poca evidencia que tenemos de las mujeres atenienses reales, procedan en gran medida de discursos en los tribunales o de tratados médicos, géneros creados por conflictos y enfermedades".
En la Antigua Grecia, la mujer era considerada como un conducto pasivo de la fertilidad masculina, cedida a largo plazo por su padre. El matrimonio era una relación desigual, en la que el marido era dueño de los hijos y no tenía la misma obligación de fidelidad sexual que la esposa. El dramaturgo Eurípides presenta dos reacciones muy diferentes a esta norma cultural. En primer lugar, su protagonista femenina, Alcestis, representa a la "esposa perfecta" que sacrifica su propia vida, para que su marido, Admetos, pueda vivir. Sin embargo, como señala Blondell, esta "fama femenina es difícilmente ganada, incluso sinsentido", ya que su propio matrimonio la mata.
Las relaciones más importantes dentro de esta obra son entre los hombres. Heracles va al inframundo no por Alcestis, sino para honrar la hospitalidad de su amigo. Admetos va en contra de la promesa que le hizo a su esposa, para obedecer a su amistad masculina. "Alcestis se retira", argumenta Easterling, "para facilitar la interacción entre los hombres".
En contraste, sin embargo, la Medea de Eurípides rompe las convenciones matrimoniales, eligiendo ella misma a su marido y reaccionando contra  la infidelidad de éste rompiendo el juramento femenino y matando a sus hijos. "En cierto sentido", argumenta Blondell, "toda novia era una extraña en una tierra extraña. Y toda mujer casada dependía de su marido.”

## Temas teatrales

### El problema de la ausencia masculina
En las obras supervivientes, las mujeres se convierten en figuras trágicas por la ausencia o la mala gestión de los hombres.
La Antígona de Sófocles actúa después de que su tío Creonte se niega a enterrar a su hermano Polinices. En la Orestíada de Esquilo, Clitemnestra toma el poder en Argos porque su marido Agamenón lleva diez años luchando en Troya. El posterior asesinato de éste por parte de Clitemnestra está motivado por una serie de abusos masculinos. Medea se convierte en la agresora cuando su esposo Jasón planea un nuevo matrimonio más ventajoso.

### Lo público versus lo privado
También hay un tema que recorre las obras basado en el escenario. Representada en teatros al aire libre, la tragedia ateniense clásica se desarrollaba fuera de la esfera privada del hogar. De hecho, Eurípides era famoso por "llevar las calles, el dormitorio, a la tragedia" y, por lo tanto, reducir así su lejanía.
En Hipólito, Fedra aparece por primera vez, sacada de la casa por sus sirvientes, exigiendo aire libre, para declarar su amor a su hijastro y así desencadenar la espiral de la tragedia. En la Orestíada de Esquilo, Clitemnestra en la primera obra de la trilogía ordena la muerte de su marido en el exterior, mientras que en la segunda obra, su hijo Orestes la obliga a entrar en la casa para que la maten. Sólo en la tercera obra, que transcurre en un espacio totalmente público de la corte del Areópago, se restablece el orden. "Esta secuencia de tres obras", argumenta Bushnell, "que comienza cuando una mujer obstinada  se toma la justicia por su mano, finalmente se cierra cuando las figuras que representan a las mujeres desaparecen de la vista".

### La mujer guerrera
Una mujer con rasgos del heroico varón griego no era retratada de forma positiva La Medea de Eurípides es el mejor ejemplo. Su nombre en griego significa "astuta" y es también es la palabra que designa a los persas (el mayor enemigo extranjero de los griegos).
Ruby Blondell sostiene que Medea muestra atributos estereotípicamente masculinos que los griegos consideraban positivos. Posee coraje, inteligencia, decisión, ingenio, poder, independencia, la capacidad de concebir y llevar a cabo un plan con eficacia, así como el arte de la retórica. La nodriza incluso la compara con una roca del mar, como hace Patroclo con el Aquiles de Homero en el poema épico La Ilíada. Sin embargo, Medea, de manera similar a la Clitemnestra de Esquilo, otra "mujer con un corazón de varonil consejo" no era admirada, sino retratada como un personaje del tipo "Cruella de Vil"; Medea había asesinado al rey de los corintios, a su hija (la nueva esposa de Jasón) y a sus dos hijos con el fin de vengarse de Jasón.
Así que la declaración "que un hombre noble debe vivir con honor o morir con honor" no se aplica a las mujeres.

## Reacción pública
En la República de Platón, Sócrates pensó que la suplantación de inferiores, como mujeres y esclavos, que utilizaba el drama era moralmente perjudicial. Sócrates también estaba preocupado "por el daño ético causado por la representación de emociones 'femeninas' en la tragedia". Como era de esperar, Platón excluye la poesía, encarnada por la figura de una mujer, de su ciudad-estado ideal.
Sin embargo, los atenienses pensaron que era importante colocar en "mostrar esas características de la experiencia humana que inspiran terror, tristeza y rechazo, y cumplieron su misión al dar visibilidad a las mujeres y una voz poderosa".